# TechTarget
TechTarget là một công ty của Hoa Kỳ cung cấp các dịch vụ tiếp thị theo hướng dữ liệu cho các nhà cung cấp công nghệ. Công ty sử dụng dữ liệu về ý định mua hàng thu thập được từ độc giả của hơn 140 trang web tập trung vào công nghệ để giúp các nhà cung cấp công nghệ tiếp cận những người mua đang nghiên cứu các sản phẩm và dịch vụ công nghệ thông tin có liên quan.
TechTarget, Inc. được thành lập vào năm 1999 và có trụ sở chính tại Newton, Massachusetts với các văn phòng tại London, Munich, Paris, San Francisco, Singapore và Sydney.